# Time Fades Away
《Time Fade Away》는 캐나다의 음악가 닐 영의 1973년 10월 15일에 발매한 첫 번째 라이브 음반이다. 이전에 발매되지 않은 자료로 구성된 이 음반은 1972년 매우 성공적인 음반 《Harvest》에 이어 스트레이 게이터스와 함께 서포트 투어에서 녹음되었다. 이 투어에 대한 영의 불만 때문에, 이 음반은 그의 카탈로그에서 빠졌고 2017년까지 CD로 발매되지 않았다.
그럼에도 불구하고, 《Time Fades Away》는 많은 찬사를 받았고 팬들의 계속되는 수요로 인해 절판된 후 광범위하게 해적판이 되었다. 2014년 레코드 스토어 데이를 맞아 《Official Release Series Discs 5-8 Vinyl Box Set》의 일부로 바이닐로만 재발행되었다. 이 음반은 마침내 2017년 8월, 박스 세트의 CD 버전의 일부로 공식 CD를 발매했다. 또한 포노뮤직월드 웹사이트 (폐쇄), 아이튠즈 스토어, 코부즈를 통해 디지털 다운로드로 구매할 수 있다. 2021년에는 스포티파이, 디저, 애플 뮤직과 같은 스트리밍 플랫폼과 닐 영 아카이브 웹사이트에서 이용할 수 있다.

## 발매
《Time Fades Away》는 1973년 10월 15일 리프리즈 레코드에서 카탈로그 번호 MS 2151로 발매되었다. 이 음반은 《빌보드》 차트에서 22위에 올랐고, 미국과 영국 모두에서 100만 장 이상이 팔리며 금상첨화 지위에 올랐다. 그것은 바이닐, 카세트, 8트랙으로 발행되었다.
이 음반의 타이틀곡은 1973년 11월 픽처 디스크 싱글로 잠깐 발매되었는데, 이 곡은 《Time Fades Away》 투어의 배턴 루즈에서 녹음되어 그 당시 다른 곳에서는 사용할 수 없는 라이브 버전인 〈Last Trip to Tulsa〉의 B-사이드가 수록되었다. 2020년 11월 《Neil Young Archives Vol. II》에 공개될 때까지 47년 동안 사용이 불가능했다.

## 평가
| 전문가 평가              | 전문가 평가 |
| 평가 점수                | 평가 점수   |
| 출처                     | 점수        |
| ------------------------ | ----------- |
| AllMusic                 | [ 10 ]      |
| Christgau's Record Guide | A           |
| Rolling Stone            | positive    |
| Pitchfork                | 9.1/10      |

발매되자마자 《Time Fades Away》는 《롤링 스톤》, 《뉴욕 타임스》, 《빌리지 보이스》의 로버트 크리스트가우로부터 긍정적인 평가를 받았다. 최근 몇 년 동안 올뮤직, 스푸트니크뮤직, 블러트 온라인 등에서 높은 평가를 받았다.
《캐시박스》는 타이틀곡을 "전염성"이라고 불렀고, "대중들이 그를 좋아하게 만든 것은 닐 영의 느긋한 자질을 가진 로커"라고 말했다.
R.E.M.은 《New Adventures in Hi-Fi》의 영감의 원천으로 《Time Fade Away》를 언급했다.
2013년 12월 31일, 와이드레이드 패닉은 애틀랜타에서 열린 콘서트에서 《Time Fades Away》의 〈Journey Through The Past〉, 〈Don't Be Denied〉, 〈Time Fades Away〉의 세 곡을 연주했다.

## 곡 목록
모든 곡들은 닐 영에 의해 작사/작곡하였다.
| #  | 제목                         | 재생 시간 |
| -- | ---------------------------- | --------- |
| 1. | 〈Time Fades Away〉          | 5:36      |
| 2. | 〈Journey Through the Past〉 | 3:19      |
| 3. | 〈Yonder Stands the Sinner〉 | 3:17      |
| 4. | 〈L.A.〉                     | 3:11      |
| 5. | 〈Love in Mind〉             | 1:58      |

| #  | 제목                | 재생 시간 |
| -- | ------------------- | --------- |
| 1. | 〈Don't Be Denied〉 | 5:16      |
| 2. | 〈The Bridge〉      | 3:05      |
| 3. | 〈Last Dance〉      | 8:47      |

## 인증
| 국가                       | 인증 | 판매량/출하량 |
| -------------------------- | ---- | ------------- |
| 미국 (RIAA)                | 골드 | 500,000^      |
| ^출하량을 기반으로 한 인증 |      |               |